# Prezydenci Płocka
Prezydenci Płocka – chronologiczna lista prezydentów (lub innych osób zarządzających) miasta Płock.

## Lista prezydentów

### Królestwo Polskie (1917–1918)
| Lp. | Imię i nazwisko | Okres sprawowania | Okres sprawowania | Uwagi                                                 |
| Lp. | Imię i nazwisko | Od                | Do                | Uwagi                                                 |
| --- | --------------- | ----------------- | ----------------- | ----------------------------------------------------- |
|     | Kazimierz Kühn  | 15 lutego 1915    | 15 września 1915  | Usunięty z urzędu przez okupacyjne władze niemieckie. |

### II Rzeczpospolita
| Lp. | Imię i nazwisko      | Okres sprawowania | Okres sprawowania   | Uwagi |
| Lp. | Imię i nazwisko      | Od                | Do                  | Uwagi |
| --- | -------------------- | ----------------- | ------------------- | --- |
| 1   | Aleksander Maciesza  | listopad 1918     | 9 września 1919     | Pierwszy prezydent po odzyskaniu niepodległości. Od 1917 był przewodniczącym Rady Miejskiej, a następnie burmistrzem. |
| 2.  | Antoni Michalski     | 1919              | 1926                | |
| 3.  | Stefan Zbrożyna      | październik 1926  | czerwiec 1929       | |
| 4.  | Aleksander Albrecht  | 1929              | 1930                | |
| 5   | Adam Ostaszewski     | 21 września 1930  | 27 lutego 1934      | |
| 6.  | Romuald Chmielewski  | 1934              | 1935                | |
| 7.  | Stanisław Wasiak     | 1935              | 1939                | |
| 8.  | Zygmunt Jędrzejewski | 7 września 1939   | 4 października 1939 | |

### Rzeczpospolita Polska i PRL

#### Przewodniczący prezydium Zarządu Miejskiego
| Lp. | Imię i nazwisko      | Okres sprawowania | Okres sprawowania | Uwagi                                                                    |
| Lp. | Imię i nazwisko      | Od                | Do                | Uwagi                                                                    |
| --- | -------------------- | ----------------- | ----------------- | ------------------------------------------------------------------------ |
| 1   | Franciszek Kozłowski | 1945              | 21 lutego 1945    | Od 3 sierpnia 1944 r. był przewodniczącym Konspiracyjnej Rady Narodowej. |
| 2   | Cyprian Paczkowski   | 21 lutego 1945    | 22 lutego 1945    |                                                                          |
| 3   | Franciszek Kozłowski | 22 lutego 1945    | 1946              |                                                                          |
| 4   | Alfred Giżyński      | 1946              | 1948              |                                                                          |

#### Przewodniczący Miejskiej Rady Narodowej
| Lp. | Imię i nazwisko      | Okres sprawowania | Okres sprawowania | Uwagi                                          |
| Lp. | Imię i nazwisko      | Od                | Do                | Uwagi                                          |
| --- | -------------------- | ----------------- | ----------------- | ---------------------------------------------- |
| 1   | Stanisław Flaczyński | 1949              | 1952              |                                                |
| 2   | Józef Chlebicki      | 1952              | 1960              |                                                |
| 3   | Henryk Białczyński   | 1960              | 1965              |                                                |
| 4   | Robert Lipowski      | 1965              | 1967              |                                                |
| 5   | Marian Woźniak       | 1967              | 1970              |                                                |
| 6   | Kazimierz Janiak     | 1970              | 1972              |                                                |
| 7   | Zbigniew Hibner      | 1972              | 1973              | W dniach 9-15 grudnia 1973 r. p.o. prezydenta. |

#### Prezydenci w PRL
| Lp. | Imię i nazwisko | Okres sprawowania | Okres sprawowania |
| Lp. | Imię i nazwisko | Od                | Do                |
| --- | --------------- | ----------------- | ----------------- |
| 1   | Henryk Rybak    | 1973              | 1981              |
| 2   | Janusz Majewski | 1981              | 1985              |
| 3   | Marian Rodzeń   | 1986              | 1990              |

### III Rzeczpospolita
W latach 1989–2002 prezydent był wybierany przez radę miasta i był przewodniczącym zarządu miasta. Po wprowadzoeniu powszechnych wyborów jednoosobowych organów wykonawczych gmin ustawą z dnia 20 czerwca 2002 r. o bezpośrednim wyborze wójta, burmistrza i prezydenta miasta (Dz.U. z 2010 r. nr 176, poz. 1191) jest wybierany razem z m.in. Radą Miasta w wyborach, równych, tajnych i bezpośrednich, które odbywają się co 4 lata.
| Lp. | Imię i nazwisko          | Okres sprawowania | Okres sprawowania | Przynależność partyjna lub partia popierająca        | Uwagi |
| Lp. | Imię i nazwisko          | Od                | Do                | Przynależność partyjna lub partia popierająca        | Uwagi |
| --- | ------------------------ | ----------------- | ----------------- | ---------------------------------------------------- | --- |
| 1   | Marian Rodzeń            | 1986              | 1990              | Polska Zjednoczona Partia Robotnicza                 | |
| 2   | Andrzej Drętkiewicz      | 1990              | 1995              | Niezależny Samorządny Związek Zawodowy „Solidarność” | |
| 3   | Dariusz Krajowski-Kukiel | 1995              | 1998              | Unia Wolności                                        | |
| 4   | Stanisław Jakubowski     | 1998              | 2001              | Sojusz Lewicy Demokratycznej                         | |
| 5   | Wojciech Hetkowski       | 2001              | 2002              | Sojusz Lewicy Demokratycznej                         | |
| 6   | Mirosław Milewski        | 2002              | 13 grudnia 2010   | Prawo i Sprawiedliwość                               | wybrany w pierwszych wyborach bezpośrednich wójtów, burmistrzów i prezydentów miast W 2006 wybrany na drugą kadencję |
| 7   | Andrzej Nowakowski       | 13 grudnia 2010   | nadal             | Platforma Obywatelska                                | W 2024 wybrany na czwartą kadencję                                                                                   |